# Eucurriea ornatistigma
Eucurriea ornatistigma är en stekelart som beskrevs av Donald L.J. Quicke 1990. Eucurriea ornatistigma ingår i släktet Eucurriea och familjen bracksteklar. Inga underarter finns listade i Catalogue of Life.